# Asianopis subrufa
Espèce
Synonymes
- Dinopis subrufus L. Koch, 1878
- Deinopis subrufa L. Koch, 1878
- Dinopis bicornis L. Koch, 1879
- Deinopis bicornis L. Koch, 1879

Asianopis subrufa est une espèce d'araignées aranéomorphes de la famille des Deinopidae.

## Distribution

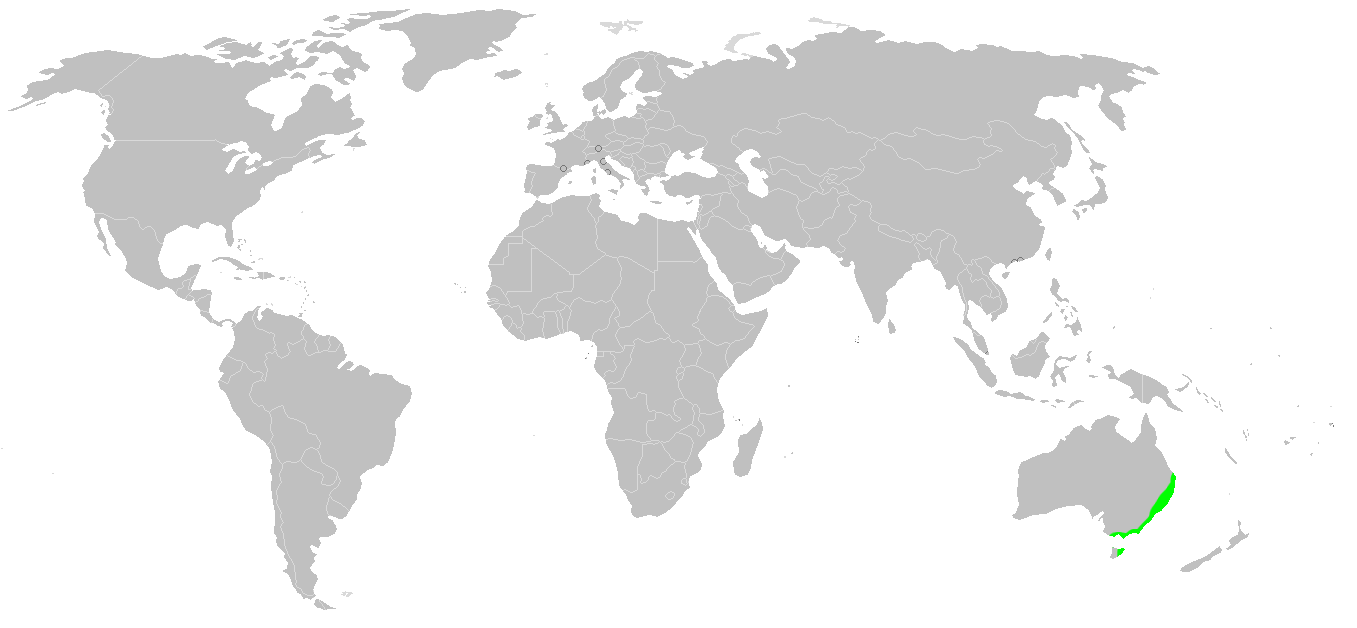
Distribution

Cette espèce se rencontre en Australie au Queensland, en Nouvelle-Galles du Sud et en Tasmanie et en Nouvelle-Zélande.

## Description

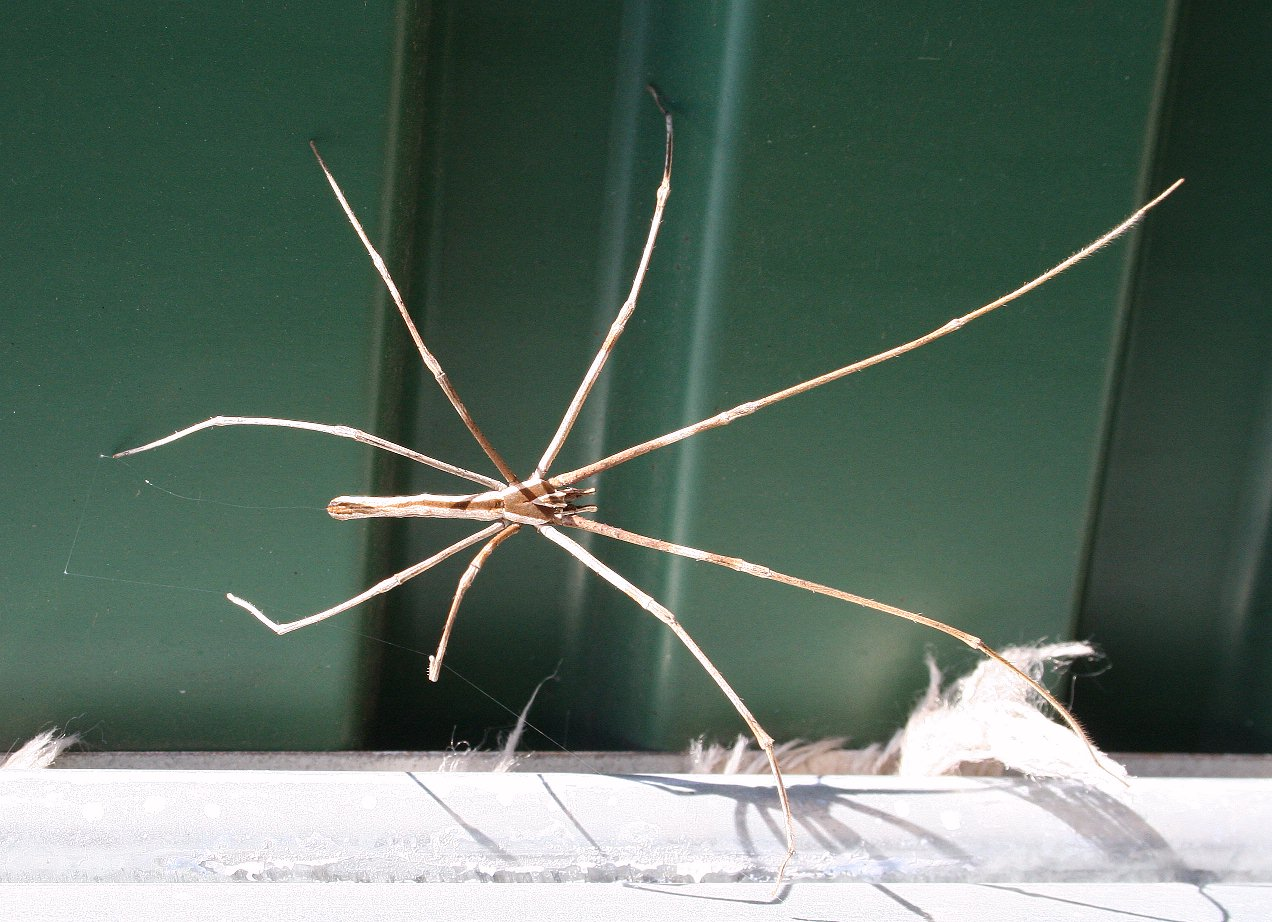
Asianopis subrufa

La carapace de la femelle holotype mesure 6 mm et l'abdomen 12,5 mm.
Le mâle mesure 22 mm et la femelle 25 mm. Sa couleur est variable. L'abdomen est relativement long et son céphalothorax petit.

## Mode de vie

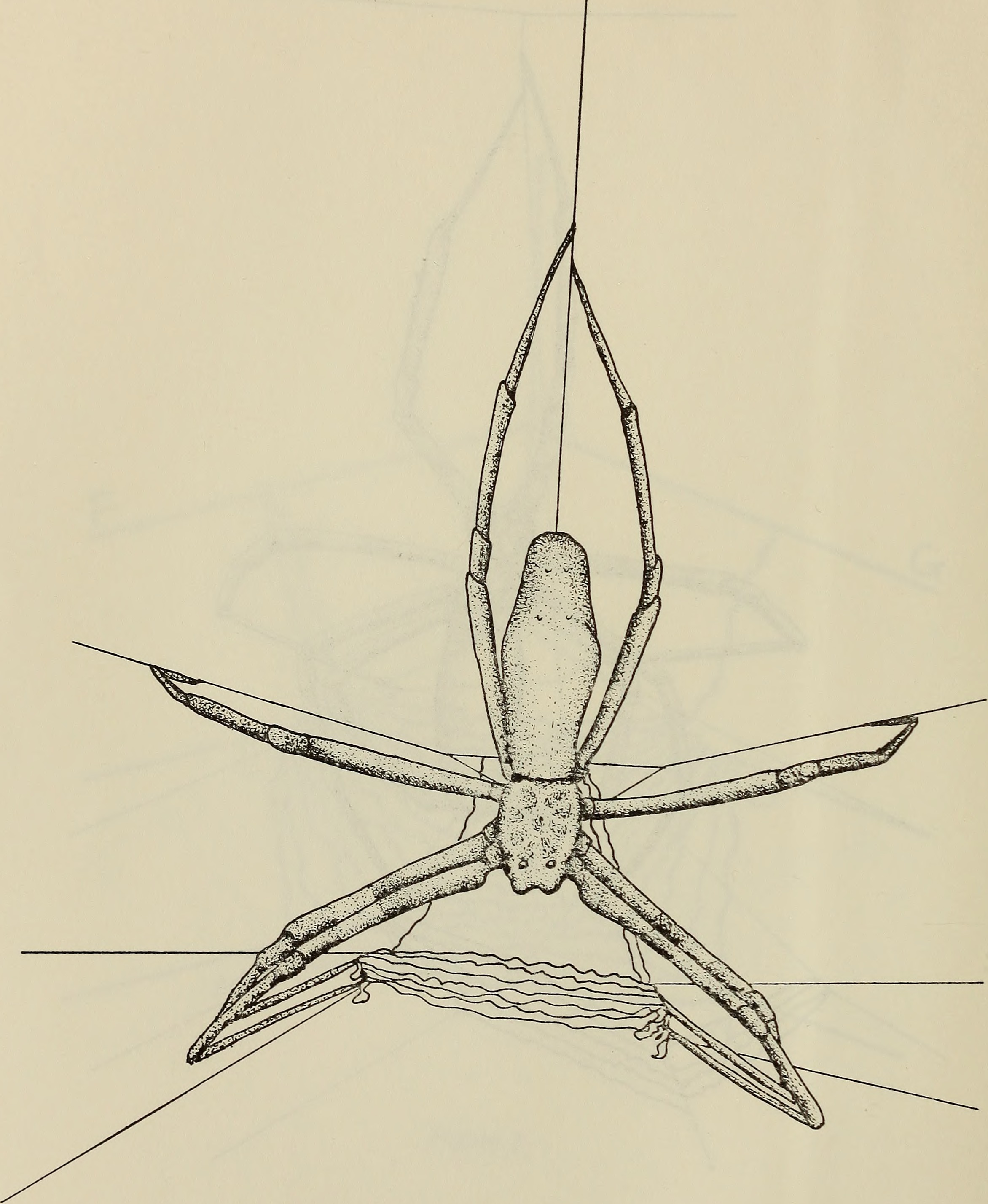
Graphique illustrant Asianopis subrufa avec son filet en position de capture en attente d'une proie.

Sa technique de chasse est originale : au lieu de tisser une toile statique et attendre que les proies s'y empêtrent, l'araignée tisse une petite toile entre des branches d'arbuste avec de la soie hautement adhésive et élastique, qu'elle jette ensuite sur sa proie. Puis elle entoure sa proie dans cette toile en serrant très fort afin d'étouffer l'insecte.
Comme toutes les araignées de la famille des Deinopidae, l'araignée à face d'ogre également appelée araignée de coulée de filet roux construit un filet rectangulaire de la taille d'un timbre, qui est maintenu en place par les deux paires de pattes situées devant. Avec les deux paires de pattes arrière, l'araignée s'accroche aux fils de construction du filet. Elle prend ainsi une position de capture caractéristique (voir le dessin ci-contre). La zone de capture carrée et centrale du filet est constituée de fils de capture à grosses mailles, disposés de façon régulière. Le filet est muni d'excrétions blanches du corps de l'araignée, qui servent de marquage. Le filet est posé près du sol et ancré à des feuilles, des brindilles ou de l'écorce. Là, l'araignée attend, immobile, dans sa position d'observation, qu'une proie appropriée passe sous le filet. Si elle atteint la zone de la marque, l'araignée étend le filet jusqu'à trois fois sa taille en écartant ses pattes et le lance précisément sur la proie. Les deux processus se déroulent simultanément à la vitesse de l'éclair. Ensuite, la proie est neutralisée par une morsure empoisonnée, puis immobilisée dans le filet. L'araignée se consacre dans un premier temps à ingérer les restes de la toile maintenant détruite. Parfois, un nouveau filet est filé en même temps que l'araignée se nourrit. Les proies sont principalement divers arthropodes migrateurs, tels que les fourmis, les cafards ou autres araignées. Grâce à sa méthode de capture, l'araignée à face d'ogre peut également tuer des proies plus grandes et plus défensives, de sorte que la capture réussie de Ctenizidae mâles a déjà été observée. Il est également possible pour l'araignée d'attraper des proies agiles qui ont des réactions très rapides, comme les grillons ou les papillons de nuit. Pendant la journée, l'araignée se comporte de manière essentiellement immobile dans sa toile et rassemble ses pattes de manière allongée, de sorte que son aspect optique et sa coloration donnent l'impression d'une branche et qu'elle reste ainsi camouflée.

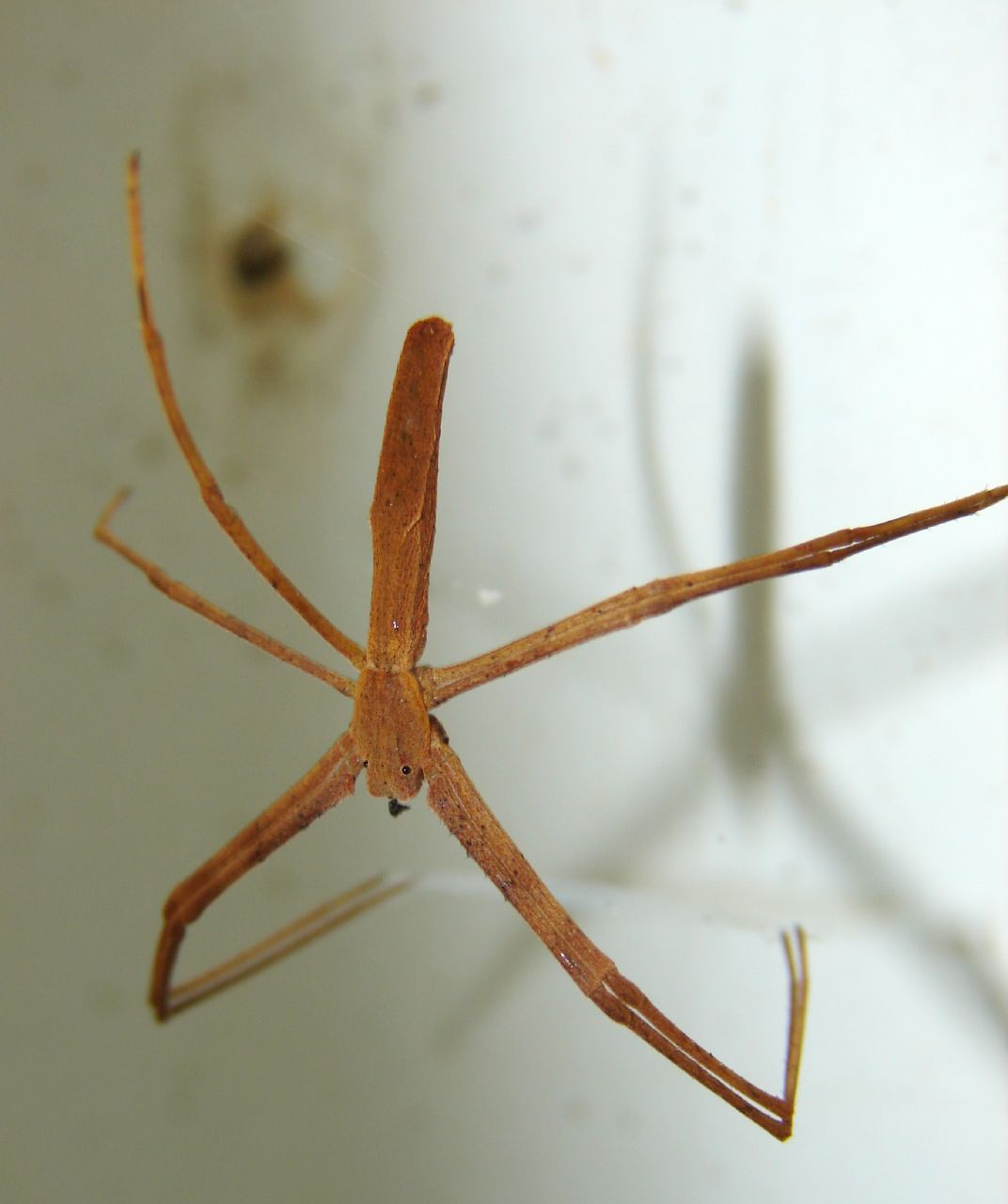
Asianopis subrufa ♀

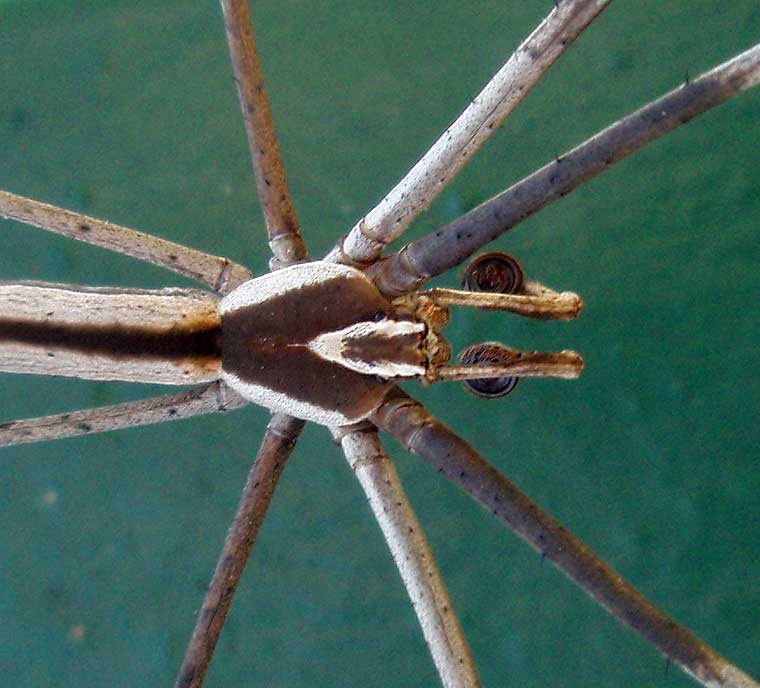
Asianopis subrufa

## Systématique et taxinomie
Cette espèce a été décrite sous le protonyme Deinopis subrufa par L. Koch en 1878. Elle est placée dans le genre Asianopis par Chamberland, Agnarsson, Quayle, Ruddy, Starrett et Bond en 2022.
Deinopis bicornis. a été placée en synonymie par Davies en 1985.

## Publication originale
- L. Koch, 1878 : Die Arachniden Australiens. Nürnberg, vol. 1, p. 969-1044 (texte intégral).